# Steropleurus choumarae
Steropleurus choumarae är en insektsart som först beskrevs av Nadig 1976.  Steropleurus choumarae ingår i släktet Steropleurus och familjen vårtbitare. Inga underarter finns listade i Catalogue of Life.